# マラジョ (補給艦)
マラジョ（ポルトガル語: NT Marajó (G-27)）とは、ブラジル海軍の給油艦である。
本艦は1968年に就役し、2015年現在においても、より小型かつ高速な「G-23 アルミランテ・ガストン・モッタ」と共に
ブラジル海軍艦艇に対する補給任務に従事している。